# Thesprotiella peruana
Thesprotiella peruana es una especie de mantis de la familia Thespidae.

## Distribución geográfica
Se encuentra en Perú.